# Mustis
Mustis, eredeti nevén Øyvind Johan Mustaparta, (Oslo, 1979. szeptember 10. –) a szimfonikus black metalt játszó norvég Dimmu Borgir együttes billentyűse.

## Életrajz
Mustis már a Dimmu Borgirba való belépése előtt is barátságot ápolt Shagrath-tal, az együttes énekesével. Ennek a barátságnak volt köszönhető, hogy 1998-ban, mikor a zenekar billentyűs nélkül maradt Stian Aarstad kilépése után, ő vette át a billentyűs szerepét. Az ő csatlakozásával a Dimmu Borgir zenéjében még inkább hangsúlyossá válik a melodikus és atmoszferikus hangnem. Legjobb példa erre a jelenségre a Progenies of the Great Apocalypse című dal, (az együttes eddigi legnagyobb sikerű száma) melyet maga Mustis szerzett, és amely a 2003-as Death Cult Armageddon című albumon jelent meg a Nuclear Blast kiadó gondozásában. Mustis a Dimmu Borgir előtt nem játszott egyetlen említésre méltó együttesben sem, első élő fellépésére pedig a Dynamo Open Air Fesztiválon került sor 1998 nyarán.

## Érdekességek
- Mustis vezetékneve, a Mustaparta finnül "fekete szakállat" jelent.

## Diszkográfia

### ADimmu Borgirral
- Spiritual Black Dimensions (1999)

- Puritanical Euphoric Misanthropia (2001)

- Death Cult Armageddon (2003)

- Stormblåst – Újrakiadás (2005)

- In Sorte Diaboli (2007)